# Oksana Grigorieva
Oksana Petrovna Grigorieva (en ruso: Оксана Григорьева; 23 de febrero de 1970 en Saransk) es una músico y cantautora rusa. Nació en Saransk, República Autónoma Socialista Soviética de Mordovia, Unión Soviética, y fue criada en Ucrania y en Rusia. Estudió música en Moscú y completó sus estudios de conservatorio en Kazán, antes de trasladarse a Londres. Después de estudiar música en la Royal Academy of Music, se mudó a los Estados Unidos, con períodos de residencia en las ciudades de Nueva York y Los Ángeles, California. Enseñó música en los Estados Unidos y patentó una técnica para enseñar notación musical a los niños.
Grigorieva logró notoriedad como compositora en 2006, después de que su canción "Un día llegará" se hiciera popular en el álbum de Josh Groban Awake'. En 2009 publicó el álbum Beautiful Heartache, en el cual el reconocido director y actor Mel Gibson ofició como productor ejecutivo. Grigorieva tuvo una corta relación sentimental con Gibson entre 2007 y 2010, año en que la pareja tuvo una pelea muy publicitada que finalmente involucró procedimientos legales. Años atrás la música había tenido una relación con el actor inglés Timothy Dalton.

## Primeros años y estudios
Oksana Petrovna Chernukha nació en Saransk, Mordovia, en 1970. Sus padres eran profesores de música. Creció en Ucrania y Rusia, y a la edad de quince años se mudó a Moscú para asistir a la universidad y aprender a tocar el piano. Sobre la experiencia de formase musicalmente en su niñez, afirmó: "Los diplomas lo eran todo. No era inusual que los estudiantes practicaran con su instrumento diez horas al día. Nuestra piel empezaba a agrietarse. Literalmente nos sangraban los dedos". Grigorieva terminó sus estudios de conservatorio en la ciudad rusa de Kazán.
Se mudó a Londres, donde continuó sus estudios y enseñó música. Grigorieva estudió en el prestigioso Royal College of Music. Durante su estancia en Londres trabajó brevemente como modelo, siendo descubierta por el fotógrafo Patrick Anson, quinto conde de Lichfield. Grigorieva se refirió a esta experiencia: "Para mantenerme, empecé a modelar. Realicé muchas sesiones fotográficas. Siempre me he cuidado a mí misma. Nunca he dependido de nadie económicamente". En el Reino Unido trabajó bajo el nombre de Sacha Chernuha antes de cambiarlo a Oksana Grigorieva. Posteriormente se trasladó a los Estados Unidos y pasó un tiempo viviendo en las ciudades de Nueva York y Los Ángeles, California. Enseñó música en el país anglosajón y patentó una técnica para enseñar notación musical a los niños. También compuso e interpretó música, y produjo obras para teatro y para campañas publicitarias.

## Carrera
Obtuvo reconocimiento en 2006, luego de componer una canción en español titulada "Un día llegará", popularizada por el cantautor estadounidense Josh Groban e incluida en su álbum Awake, publicado en noviembre de 2006. Las Vegas Review-Journal se encargó de dar una reseña a la canción, afirmando: "Las melodías más eficaces de Groban suelen ser las más desprovistas de adornos, cuando prefiere la subestimación a la ostentación, como en la balada de piano "Lullaby" o en "Un día llegará", con sus toques de guitarra flamenca". Antes de cantar "Un día llegará" en una actuación en directo en 2007, Groban mencionó en una entrevista que era una de las mejores canciones que había interpretado. En su reseña del álbum Awake, el Philippine Daily Inquirer calificó a la canción como un "tema destacado". Fred Shuster de Los Angeles Daily News repasó el álbum, y comentó, "La hermosa "Un día llegará", abriendo con un barrido de guitarra, establece el ambiente para los momentos románticos por venir".
En 2009, el álbum como solista de Grigorieva Beautiful Heartache fue publicado. El reconocido actor y director Mel Gibson ofició como productor ejecutivo del lanzamiento. El álbum incluye once canciones, una versión de la canción rusa "Ojos negros" y una colaboración con Charlie Midnight. Beautiful Heartache fue comercializado como "pop adulto dirigido por una pianista con formación clásica". A excepción de la canción "Say My Name", que fue escrita en colaboración con Gibson, Grigorieva se llevó todos los créditos de composición. "Say My Name" fue incluida en la película de 2010, Edge of Darkness, dirigida por Martin Campbell y protagonizada por Gibson. La canción "Angel" lleva el nombre del hijo de Grigorieva con el actor británico Timothy Dalton, nacido en 1997. El portal ABC News informó queBeautiful Heartache cosechó críticas favorables. Reuters se refirió al álbum de la siguiente manera: "El disco presenta una colección de canciones de amor, mezclando brillantes arreglos de cuerdas con arreglos influenciados por el pop y el jazz que dejan apreciar la voz conmovedora de Grigorieva". En una reseña del álbum, Jack Foley de IndieLondon le dio una puntuación de 4 estrellas sobre 5 posibles, afirmando: "En todo momento, ella muestra un oído agudo para la melodía, para la simplicidad emocional honesta y para los valores clásicos. Vale la pena tomarse el tiempo para revisarlo". En diciembre de 2012, la cantante aseguró que su carrera musical se enfocaría en adelante en la música hip hop y dance.

## Plano personal y relaciones
Grigorieva estuvo casada durante tres meses en 1989 con el abogado ruso Igor Baranov. En 1992 se casó con el artista británico Nicholas Rowland. Más tarde tuvo una relación con el actor Timothy Dalton, reconocido por haber interpretado el papel del agente secreto James Bond en las películas The Living Daylights y License to Kill. Grigorieva conoció a Dalton en 1995 mientras trabajaba como traductora para el cineasta Nikita Mikhalkov. Dalton y Grigorieva tuvieron un hijo (nacido en agosto de 1997) llamado Alexander. Su relación finalizó a mediados del año 2003.
A partir de 2007, Grigorieva inició una relación sentimental con el actor y cineasta Mel Gibson. Lucía, hija de la pareja, nació el 30 de octubre de 2009. Gibson y Grigorieva se separaron en abril de 2010. En junio de ese mismo año, la cantante obtuvo una orden de alejamiento contra Gibson, alegando que el actor la había agredido física y verbalmente. Por lo tanto, a Gibson se le prohibió acercarse a Grigorieva o a su hija. En julio de 2010, el actor fue identificado como posible sospechoso en una investigación de violencia doméstica iniciada después de que los detectives hablaran en Malibú con Grigorieva. La pareja estuvo involucrada en una disputa de custodia de menores que terminó en un caso judicial confidencial.
En 2010, Gibson ofreció un acuerdo por un valor aproximado de 15 millones de dólares, pero fue rechazado por Grigorieva. En mayo de 2011, la cantante retiró las denuncias de abuso doméstico contra su expareja. En agosto de 2011, Grigorieva llegó a un acuerdo con Gibson para la custodia legal conjunta. Gibson le tuvo que dar 750 mil dólares y una casa en Sherman Oaks, California para vivir con su hija Lucía, hasta que cumpliera la mayoría de edad, momento en el cual la casa sería vendida y las ganancias se convertirían en un fondo fiduciario para Lucía. En 2013, Grigorieva demandó a sus abogados, acusándolos de aconsejarle que firmara un mal acuerdo, incluyendo uno con Gibson que establece que si ella toma acción legal en su contra, su acuerdo previo se verá comprometido. En 2014 un juez dictaminó que Oksana había violado una cláusula de confidencialidad debido a una conversación que había tenido en el programa de radio de Howard Stern en el que se mencionaba a Gibson; perdiendo la mitad de los 750 mil dólares entregados por el actor.
Grigorieva ha participado en obras de caridad para los niños discapacitados en Chernóbil y en otros lugares de Rusia afectados por los conflictos bélicos.

## Discografía
- 2006 - "Un día llegará", del álbum Awake de Josh Groban.
- 2009 - Beautiful Heartache, producido por Mel Gibson.